# William Castle
Pour les articles homonymes, voir William Castle (homonymie) et Castle.
William Schloss, connu sous le pseudonyme William Castle, (né le 24 avril 1914 à New York et mort le 31 mai 1977 à Los Angeles) est un réalisateur, scénariste, acteur et producteur de cinéma américain, surtout connu pour ses films d'horreur à petit budget et ses techniques de promotion innovantes dans les années 1950 et 1960.
Il commence sa carrière à Hollywood en tant qu'assistant réalisateur avant de se tourner vers la réalisation de films de série B. Il se forge une réputation en créant des films à fort suspense, souvent agrémentés de gadgets publicitaires audacieux destinés à attirer le public dans les salles de cinéma. Ses œuvres les plus célèbres incluent La Nuit de tous les mystères (1959), Le Désosseur de cadavres (1959) et 13 Fantômes (1960), des films marqués par l'utilisation de dispositifs interactifs, comme des sièges vibrants ou des visionneurs de fantômes portatifs. Il savait tirer parti de l'expérience cinématographique en impliquant directement les spectateurs, une stratégie qui lui a permis de devenir un nom du cinéma d'épouvante populaire, bien que ses films n'aient souvent pas bénéficié de critiques favorables à leur sortie.

## Biographie

### Jeunesse et formation
Castle est né à New York, fils de Saidie (Snellenberg) et William Schloss. Sa famille est juive. Sa mère meurt lorsqu'il a neuf ans. Lorsque son père suit un an plus tard, il se retrouve orphelin à l'âge de 11 ans. Il vit ensuite avec sa sœur aînée. Schloss signifie « château » en allemand, et Castle traduisit plus tard son nom de famille en anglais pour en faire son nom de scène.
À 13 ans, Castle est influencé par la pièce Dracula (en), avec Béla Lugosi. Il assiste à représentation après représentation, finissant par réussir à rencontrer Lugosi lui-même. Il écrira dans son autobiographie Step Right Up! I'm Gonna Scare the Pants off America : « J'ai su alors ce que je voulais faire de ma vie - je voulais faire peur aux spectateurs:14 ». Lugosi le recommande pour le poste d'assistant régisseur pour la tournée de la pièce:14 et Castle abandonne le lycée pour prendre ce travail. Il passe son adolescence à travailler à Broadway dans des emplois allant de la construction de décors à comédien, ce qui s'avère être une bonne formation pour le futur cinéaste.
Il obtient le numéro de téléphone d'Orson Welles et le persuade de lui louer le Stony Creek Theatre (en) dans le Connecticut (Welles partait pour commencer le tournage de Citizen Kane). Il engage l'actrice allemande Ellen Schwanneke, mais en apprenant que, selon les règlements de la guilde théâtrale de l'époque, les acteurs nés en Allemagne ne peuvent apparaître que dans des pièces jouées à l'origine en Allemagne, Castle prétend l'avoir engagée pour la pièce inexistante Das ist nicht für Kinder (Pas pour les enfants), puis passe le week-end suivant à écrire la pièce et à la faire traduire en allemand. Lorsque l'Allemagne nazie envoie à Schwanneke une invitation pour une représentation à Munich, Castle saisit l'opportunité pour un coup de publicité audacieux. Il publie dans les journaux ce qu'il prétend être un télégramme qu'il a envoyé pour refuser la demande, dépeignant sa star comme « la fille qui a dit non à Hitler ». Pour ajouter au sensationnalisme, il vandalise secrètement le théâtre et peint des svastikas sur la façade. Cela fonctionne et la publicité résultante assure le succès de la pièce.

### Columbia Pictures et autres studios

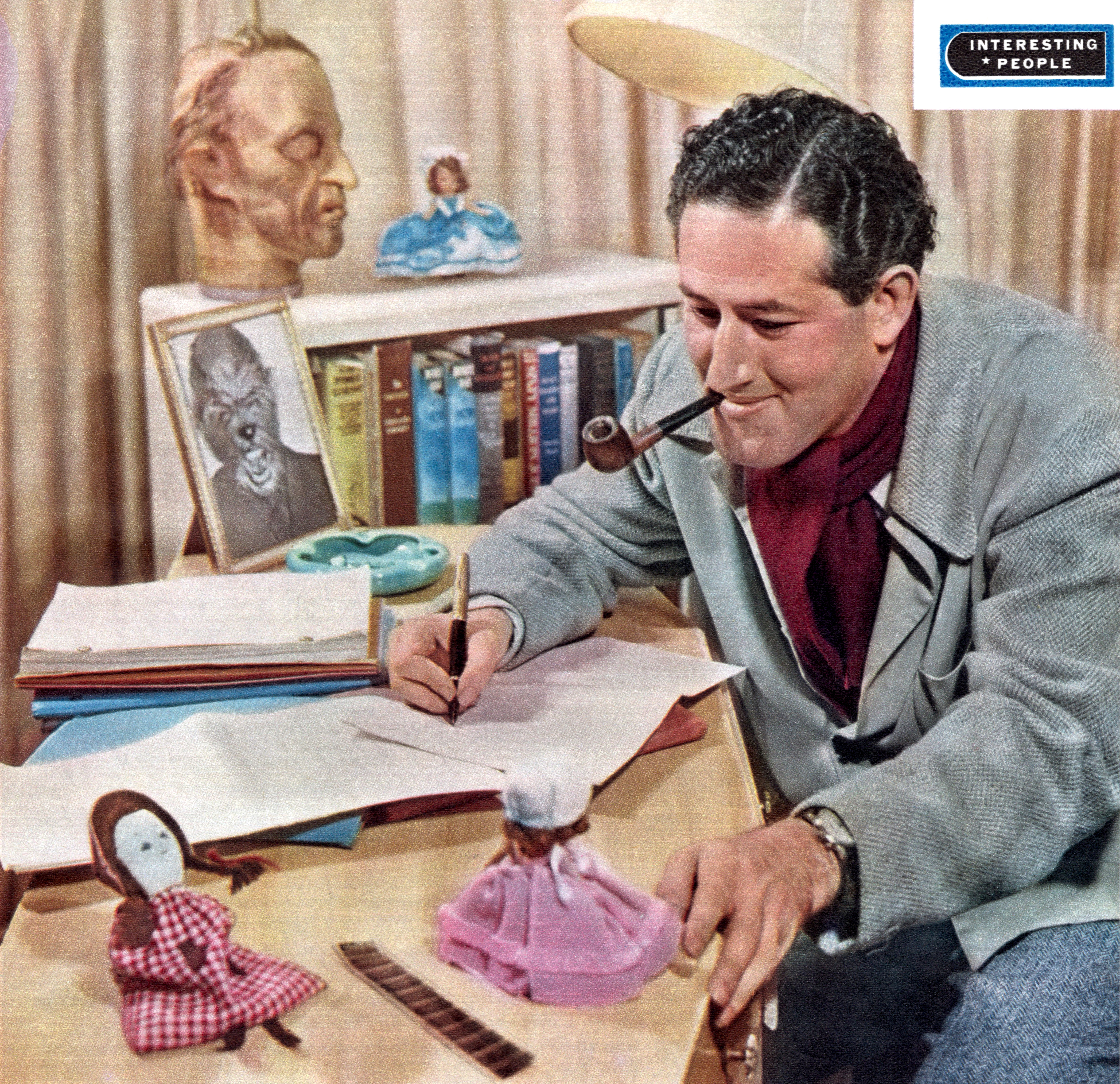
William Castle, réalisateur chez Columbia Pictures (1946).

Il part à Hollywood à 23 ans pour travailler pour Harry Cohn chez Columbia Pictures. Commençant comme directeur de dialogues sur Musique dans mon cœur (1940), lui et plusieurs autres, comme Fred Sears, Mel Ferrer, Henry Levin et Robert Gordon, sont sélectionnés comme réalisateurs de longs métrages.
Dans le documentaire de 2007 Spine Tingler! The William Castle Story, la fille de Castle déclare qu'il avait une personnalité dynamique et extravertie qui attirait les autres. Il est l'une des rares personnes que Cohn apprécie. Il apprend le métier du cinéma et passe à la réalisation de films de série B, le premier étant The Chance of a Lifetime (en), sorti en 1943. Il réalise quatre films de la série The Whistler (en) et se forge la réputation de réaliser des films rapidement et en respectant les budgets. Il travaille également comme producteur associé sur le film noir d'Orson Welles La Dame de Shanghai (1947), réalisant beaucoup de travail de seconde équipe sur les lieux de tournage.

### En indépendant: les gadgets marketing
Frustré dans ses ambitions, Castle commence à réaliser des films de manière indépendante. L'inspiration du thriller psychologique français de 1955 Les Diaboliques détermine le genre qu'il choisit. Il finance son premier film, Macabre (en) (1958), en hypothéquant sa maison. Il a l'idée de donner à chaque spectateur un certificat pour une police d'assurance-vie de 1 000 $ de Lloyd's of London au cas où ils mourraient de peur pendant le film. Il place des infirmières dans les halls avec des corbillards garés à l'extérieur des cinémas:15–16. Macabre est un succès.
D'autres films (et gadgets) suivent :
- La Nuit de tous les mystères (1959), filmé en « Emergo ». Un squelette avec des orbites rouges lumineuses attaché à un fil flotte au-dessus du public dans les derniers moments de certaines projections du film pour corréler avec l'action à l'écran où un squelette émerge d'un bain d'acide et poursuit la femme maléfique du personnage de Vincent Price[6]:16. Une fois que la rumeur sur le squelette s'est répandue, les enfants s'amusent à essayer de le faire tomber avec des boîtes de bonbons, des gobelets de soda ou tout autre objet à portée de main.

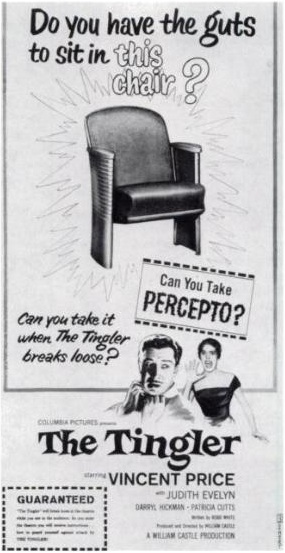
Le Désosseur de cadavres, 1959 : « Pourrez-vous supporter Percepto ? »

- Le Désosseur de cadavres (1959), filmé en « Percepto ». Le personnage principal est une créature qui s'attache à la moelle épinière humaine. Elle est réveillée par la peur et ne peut être détruite qu'en criant. Castle achète des dégivreurs d'ailes d'avion militaires d'occasion (consistant en des moteurs vibrants) et fait voyager une équipe de cinéma en cinéma pour les attacher sous certains sièges (à cette époque, un film ne sortait pas nécessairement le même soir dans tout le pays). Lors de la scène finale, l'une des créatures est censée s'être échappée dans le cinéma lui-même. Les moteurs vibrants sont activés alors que la star du film, Vincent Price, avertit le public de « crier, criez pour vos vies ![6]:17 ». Certaines sources affirment à tort que les sièges étaient câblés pour donner des chocs électriques. Le cinéaste et fan de Castle, John Waters, raconte dans Spine Tingler! comment, enfant, il cherchait un siège câblé pour profiter pleinement de l'effet.
- 13 Fantômes (1960), filmé en « Illusion-O ». Chaque spectateur reçoit un visionneur de fantômes portatif. Pendant certains passages du film, une personne pouvait voir les fantômes en regardant à travers le cellophane rouge ou les cacher en regardant à travers le bleu[6]:18. Sans le visionneur, les fantômes étaient peu visibles. La sortie en DVD comprend des lunettes rouges/bleues (pas des lunettes 3D, comme parfois rapporté) pour reproduire l'effet.
- Homicide (1961). Il y avait une « pause de la peur » (fright break) chronométrée juste avant le climax du film, alors que l'héroïne approche d'une maison abritant un tueur sadique. Les spectateurs avaient 45 secondes pour partir et obtenir un remboursement complet s'ils étaient trop effrayés pour voir la fin du film. Lors des premières projections, des spectateurs rusés regardaient simplement le film une deuxième fois et partaient à la pause pour récupérer leur argent ; pour éviter cela à l'avenir, Castle fait imprimer des tickets d'entrée de couleurs différentes pour chaque projection[6]:18–19. Environ 1 % des spectateurs demandaient alors toujours des remboursements. John Waters décrit la réponse de Castle comme suivant :

« William Castle est simplement devenu fou. Il a inventé le « coin des lâches » (coward's corner), une cabine en carton jaune, tenue par un employé de cinéma déconcerté dans le hall. Lorsque la « pause de la peur » est annoncée, et que vous trouvez que vous ne pouvez plus le supporter, vous devez quitter votre siège et, devant tout le public, suivre des empreintes jaunes dans l'allée, baigné dans une lumière jaune. Avant d'atteindre le coin des lâches, vous traversez des lignes jaunes avec le message au stencil « Les lâches continuent de marcher ». Vous passez devant une infirmière (en uniforme jaune ? [...] Je me pose la question), qui vous propose un test de pression artérielle. Pendant tout ce temps, un enregistrement hurlait : « Regardez le poulet ! Regardez-le frissonner dans le coin des lâches ! ». Alors que le public hurlait, vous deviez subir une dernière indignité - au coin des lâches, vous étiez forcé de signer une carte jaune indiquant : « Je suis un vrai lâche »:19. »
Dans une bande-annonce pour le film, Castle explique l'utilisation de ce certificat de lâche et met en garde le spectateur de ne pas révéler la fin à des amis « ou ils vous tueront. Sinon, je le ferai ».
- Mr. Sardonicus (1961). Le public pouvait voter sur le sort du méchant dans un « sondage de punition » (punishment poll) pendant le climax - Castle apparaît à l'écran pour expliquer deux options. Chaque membre du public reçoit une carte avec un pouce lumineux qu'ils peuvent lever ou baisser pour décider si M. Sardonicus doit être guéri ou mourir. Apparemment, aucun public n'a jamais voté en majorité pour la clémence, donc la fin alternative n'a jamais été projetée[6]:20. Bien que Castle affirme dans son autobiographie que la version clémente a été tournée et montrée occasionnellement, beaucoup en doutent. Dans la version drive-in, les conducteurs sont invités à allumer leurs phares pour choisir.
- Zotz! (1962). Chaque spectateur reçoit une pièce « magique » (dorée, en plastique, lumineuse)[3]:178.
- 13 filles terrorisées (1963). Castle lance une chasse au casting mondial publicisée pour les plus jolies filles de différents pays (pas 13 comme dans le titre, mais 15)[6]:20. Il filme des versions légèrement différentes, mettant en avant chaque fille pour la sortie dans son pays.
- La Meurtrière diabolique (1964). Conseillé par ses bailleurs de fonds d'éliminer les gadgets, Castle engage Joan Crawford pour jouer le rôle principal et l'envoie en tournée promotionnelle dans certains cinémas. À la dernière minute, Castle fait imprimer des haches en carton qui sont distribuées aux spectateurs[6]:20.
- Tuer n'est pas jouer (1965). Un autre film avec Joan Crawford, initialement promu en utilisant de grands téléphones en plastique, mais après une série d'appels téléphoniques farceurs et de plaintes, l'entreprise Bell Telephone Company refuse à Castle l'autorisation de les utiliser ou de mentionner les téléphones. Il transforme donc les derniers rangs des cinémas en « sections de choc » (shock sections). Des ceintures de sécurité sont installées pour empêcher les spectateurs de bondir de leurs sièges par peur[6]:21.
- Les Insectes de feu (1975). Castle fait la publicité d'une police d'assurance-vie d'un million de dollars pour la star du film, Hercule le cafard[3]:255.

Au sommet de sa popularité, Castle a un fan club de 250 000 membres,.

### Rosemary's Baby
Selon la biographie Spine Tingler! The William Castle Story, il hypothèque à nouveau sa maison et obtient les droits cinématographiques du roman Rosemary's Baby d'Ira Levin avant sa publication, espérant enfin réaliser lui-même un prestigieux film de série A. Il conclut un accord avec Paramount Pictures, alors sous la direction de Robert Evans, qui insiste pour engager le réalisateur Roman Polanski. Castle doit se contenter de produire le film. Il fait un caméo, jouant l'homme aux cheveux gris debout à l'extérieur de la cabine téléphonique où Rosemary, interprétée par Mia Farrow, tente de joindre l'obstétricien.
Castle ne peut pas capitaliser sur le succès du film. Il souffre d'une insuffisance rénale peu après sa sortie. Le temps qu'il se rétablisse, tout élan est perdu, et il retourne à la réalisation de films de série B. Son rôle d'acteur le plus significatif est également son dernier, il joue le réalisateur de l'épopée maudite Waterloo dans Le Jour du fléau en 1975.
Castle meurt le 31 mai 1977 à Los Angeles en Californie d'une crise cardiaque et est inhumé au cimetière Forest Lawn Memorial Park à Glendale.

## Postérité
Alfred Hitchcock décide de réaliser Psychose après avoir remarqué le succès financier des films de série B des années 1950 de Castle et Roger Corman.
Parmi ses admirateurs figure le cinéaste John Waters, qui écrit : « William Castle était mon idole. Ses films m'ont donné envie de faire des films. [...] William Castle était Dieu ». Waters incarne Castle dans l'épisode Hagsploitation de la première saison de la série télévisée d'anthologie Feud, dépeignant la célèbre rivalité entre Bette Davis et Joan Crawford à travers la production et les conséquences de Qu'est-il arrivé à Baby Jane ?. Waters (jouant Castle) apparaît sur scène dans un cinéma de l'Oklahoma en 1964, présentant avec exubérance une projection de La Meurtrière diabolique tandis que Jessica Lange (en tant que Crawford) descend l'allée, grimaçant et brandissant une hache devant des adolescents hurlants avant de poursuivre Castle derrière une gaze éclairée par l'arrière pour le « décapiter » en silhouette.
Il est le « réalisateur préféré » de Robert Zemeckis, cofondateur de Dark Castle Entertainment, qui a pour but de faire des remakes des films de Castle.
Deux de ses films sont l'objets de remakes par sa fille Terry Ann Castle, qui coproduit La Maison de l'horreur en 1999 et 13 Fantômes en 2001 (ce dernier stylisé en Thir13en Ghosts).
Un documentaire centré sur la vie de Castle, Spine Tingler! The William Castle Story (en), réalisé par Jeffrey Schwarz (en), est présenté en avant-première à l'American Film Institute Festival 2007 à Los Angeles le 8 novembre 2007. Il remporte le prix du public du meilleur documentaire.
Le personnage principal du film de 1993 Panic sur Florida Beach, interprété par John Goodman, est basé sur Castle,.

## Filmographie partielle

### Comme réalisateur
- 1944 : Étrange Mariage (When Strangers Marry)
- 1949 : Johnny le mouchard (Johnny Stool Pigeon)
- 1949 : Une balle dans le dos (Undertow)
- 1951 : Un Crime parfait (en) (Hollywood Story)
- 1953 : Le Serpent du Nil (Serpent of the Nile)
- 1954 : La Charge des lanciers (Charge of the lancers)
- 1954 : Intrigues sous les tropiques (en) (Drums of Tahiti)
- 1954 : La Bataille de Rogue River (The Battle of Rogue River)
- 1955 : Rendez-vous sur l'Amazone (The Americano)
- 1955 : Duel sur le Mississippi (en)
- 1955 : Sur les docks (New Orleans Uncensored)
- 1956 : Le Gang de l'or noir (en) (The Houston Story)
- 1958 : Macabre (en)
- 1959 : La Nuit de tous les mystères (House of Haunted Hill), parfois intitulé Le Manoir hanté
- 1959 : Le Désosseur de cadavres (The Tingler)
- 1960 : 13 Fantômes (13 Ghosts)
- 1961 : Homicide (Homicidal)
- 1961 : Mr. Sardonicus
- 1962 : Zotz!
- 1963 : 13 filles terrorisées (13 Frightened Girls)
- 1963 : Le Manoir aux fantômes (The Old Dark House)
- 1964 : La Meurtrière diabolique (Strait jacket)
- 1964 : Celui qui n'existait pas (The Night Walker)
- 1965 : Tuer n'est pas jouer (I saw what you did)
- 1966 : L'Héritage diabolique (Let's Kill Uncle)
- 1967 : The Busy Body
- 1967 : Trois Fantômes à la plage (The Spirit Is Willing)
- 1968 : Project X (en)

### Comme scénariste
- 1942 : La Fièvre de l'or (en) (North to the Klondike) d'Erle C. Kenton
- 1948 : La Dame de Shanghai (The Lady from Shanghai) d'Orson Welles (non crédité)
- 1975 : Les Insectes de feu  (Bug ) de Jeannot Szwarc

### Comme acteur
- 1968 : Rosemary's Baby de Roman Polanski
- 1975 : Shampoo de Hal Ashby

### Comme producteur
- 1959 : Le Désosseur de cadavres (The Tingler)
- 1960 : 13 Ghosts
- 1961 : Mr. Sardonicus
- 1962 : Zotz!
- 1963 : 13 filles terrorisées (13 Frightened Girls)
- 1963 : Le Manoir aux fantômes (The Old Dark House)
- 1964 : La Meurtrière diabolique (Strait jacket)
- 1964 : Celui qui n'existait pas (The Night Walker)
- 1965 : Tuer n'est pas jouer (I saw what you did)
- 1968 : Project X
- 1968 : Rosemary's Baby de Roman Polanski
- 1969 : La Mutinerie (Riot) de Buzz Kulik
- 1975 : Les Insectes de feu de Jeannot Szwarc